# ニーザ
ニーザ (Nisa, ポルトガル語発音: [ˈnizɐ] ( 音声ファイル)) は、ポルトガルのポルタレグレ県に属する自治体。2011年の人口は、7,450。面積は 575.68 km²。
自治体の休日としてイースターマンデーが設定されている。
特産物としては、ヒツジの乳からつくられる、PDO認定のセミハードチーズ「ニーザ」が知られる。